# Ринхокаламус чорноголовий
Ринхокаламус чорноголовий (Rhynchocalamus melanocephalus) — неотруйна змія з роду Ринхокаламус родини Вужеві. Має 2 підвиди.

## Опис
Загальна довжина досягає 40 см. Голова слабко відмежована від шиї. Міжщелепний щиток потовщений і далеко загнутий на верхню поверхню голови. Шви поміж міжносовимими та поміж передлобними щитками короткі, помітно коротше видимої зверху частини міжщелепного щитка. Лобовий щиток кутом дещо вдається між передлобних. Надочноямкові щитки маленькі. Виличний щиток маленький або відсутній. Є 1 короткий, але високий передочний й 1—2 заочноямкових. Задні нижньощелепні щитки майже не виражені. Навколо середини тулуба є 15 гладеньких лусок. Черевних щитків — 181—232. Підхвостових — 52-64 пари. Анальний щиток розділений.
Зверху яскравого помаранчевого кольору. Голова зверху світла з чорною дугоподібною смугою, яка перетинає надочноямкові, передлобної, міжносові та передній кут лобового щитків. Такого ж кольору серцеподібної форми пляма займає велику частину обох тім'яних щитків. На верхній стороні шиї є широка поперчна чорна смуга, яка глибоким кутом вирізана у вигляді нашийника. Черево рожеве або біле.

## Спосіб життя
Полюбляє полинові напівпустелі на сухих, сильно кам'янистих схилах з розрідженою трав'янистою й напівчагарниковою рослинністю. Навесні і в першу половину літа до кінця червня зрідка зустрічається під камінням, решту часу веде риючий спосіб життя у верхньому шарі ґрунту. Харчується личинками мурашок і дрібними ґрунтовими безхребетними.
Це яйцекладна змія. Самиця відкладає до 4 яєць.

## Розповсюдження
Мешкає у східній Туреччині, Сирії, Саудівській Аравії, Ізраїлі, Лівані, Іраку та Ірану, на півдні Вірменії та Азербайджану.

## Підвиди
- Rhynchocalamus melanocephalus satunini
- Rhynchocalamus melanocephalus melanocephalus